# El Karama
El Karam (in arabo: "La dignità", anche noto come El Karama o, in francese, Parti de la Dignité et de l'Action: Partito della Dignità ed Azione, abbreviato come PDA) è un partito politico mauritano costituito nel 2011 e guidato da Cheikhna Ould Mohamed Ould Hajbou.

## Storia
Il partito fu fondato il 12 Ottobre 2011, con una conferenza stampa a Nouakchott il 30 Novembre dello stesso anno per la presentazione del programma politico.

## Membri
- Cheikhna Ould Mohamed Ould Hajbou (leader del partito);
- Mohamed Vall Ould Mohamed Lekhdim (responsabile per l'azione culturale);[3]
- M. Sidi Ould El Mane;[4]
- Ethmane Ould Akreivit;[5]
- M. Saleck Ould El Moctar.[6]

## Risultati elettorali

### Elezioni parlamentari del 2013
Nelle elezioni parlamentari del 2013, il partito ha ottenuto un seggio nel Collegio Nazionale, uno dalla lista femminile e 4 dalle liste dipartimentali, per un totale di 6 seggi su 146 nell'ottava legislatura.

### Elezioni parlamentari del 2018
In vista delle elezioni, il partito ha condotto la sua campagna elettorale, visitando Akjoujt, Sélibabi, Kiffa, Nouadhibou.
Nelle elezioni parlamentari del 2018, il partito ha confermato i suoi 6 seggi (su un totale di 157 dell'Assemblea Nazionale previsti per la nona legislatura), ripartiti nello stesso modo delle precedenti elezioni. I seggi ottenuti dai dipartimenti vengono attribuiti secondo metodi che variano a seconda del numero di parlamentari eletti da ciascun dipartimento: nei dipartimenti che prevedono 1 o 2 parlamentari eletti si utilizza il sistema maggioritario, mentre in quelli che ne prevedono 3 o più si utilizza un sistema proporzionale con il metodo metodo del quoziente e dei più alti resti. I dipartimenti che hanno eletto un membro del partito (che appartengono tutti al secondo caso) sono stati quelli di Amourj, di M'bout, di Nouadhibou e della circoscrizione unica di Nouakchott.

### Elezioni parlamentari del 2023
Le elezioni parlamentari del 2023 per la decima legislatura Mauritana sono previste per il 13 e 27 Maggio 2023.
Un sondaggio di arabbarometer condotto su 2000 persone tra il 27 novembre 2021 e il 25 gennaio 2022 ha registrato 27 persone che supportano il partito. La percentuale è dell'1.35% se misurata sui 2000 partecipanti al sondaggio e di 2,55% se misurata sui partecipanti che hanno espresso una preferenza, comunque minore dei 3,52% e 3,48% ottenuti nel 2018 nelle liste nazionali e femminili rispettivamente.